# Barleber See I
Barleber See – jezioro w Niemczech, w granicach administracyjnych miasta Magdeburg, w północnej części miasta. Powstało w wyrobisku po wydobyciu piasku na potrzeby budowy autostrady A2 i Kanału Śródlądowego, w latach 30. XX wieku.
Obecnie zagospodarowane turystycznie, posiada plaże, prowadzony jest wynajem łodzi, infrastruktura obejmuje boiska do siatkówki plażowej, camping, punkty gastronomiczne, place zabaw dla dzieci i inne. Wody jeziora mieszczą się w normach dla I klasy czystości.